# Osiedle Chęcińskie
Osiedle Chęcińskie – osiedle w Kielcach położone w południowo-zachodniej części Centrum. Graniczy od południa z Pakoszem i Kadzielnią, od północy z Centrum, a od zachodu z os. Jagiellońskim. Granice osiedla wyznaczają ulice: Krakowska, Kaczmarka, Armii Krajowej i Żytnia. Nazwa osiedla pochodzi od nazwy ulicy przebiegającej przez jego środek. Chęcińskie zostało wybudowane w latach 60. i 70. XX wieku. Osiedle składa się z bloków czteropiętrowych i dziesięciopiętrowych.

## Ulice i komunikacja
Ulice na osiedlu to:
- ul. Karczówkowska
- ul. Chęcińska
- ul. Biskupa Czesława Kaczmarka
- ul. Parkowa
- ul. Zapomniana

Na osiedlu znajduje się 8 przystanków, w tym jeden z najważniejszych zespołów przystankowych w Kielcach (Żytnia i Żytnia I). Dojeżdżają tu linie: 0Z, 1, 2, 4, 8, 18, 25, 27, 28, 29, 31, 33, 34, 35, 36, 44, 45, 50, 51, 54, 102, 107, 108, N2 i Z. Przy przystanku autobusowym na ulicy Żytniej znajduje się Punkt Sprzedaży Biletów ZTM

## Obiekty na terenie osiedla

### Przedszkola
- Przedszkole Sióstr Salezjanek

### Obiekty handlowe
- Media Expert
- Lewiatan
- Salon samochodowy Fiat
- Biedronka
- Żabka
- Piekarnia ''Pod Telegrafem''

### Kościoły
- Kościół pw. Najświętszej Maryi Panny Królowej Polski

### Obiekty sportowe
- Hala Widowiskowo-Sportowa